# مهدی گرواد
مهدی گرواد (انگلیسی: Mehdi Guerrouad؛ زادهٔ ۲۹ سپتامبر ۱۹۸۱) بازیکن فوتبال است.
از باشگاه‌هایی که در آن بازی کرده‌است می‌توان به باشگاه فوتبال لیل اشاره کرد.